# Giro d'Itàlia de 1930
El Giro d'Itàlia de 1930 fou la divuitena edició del Giro d'Itàlia i es disputà entre 17 de maig i el 8 de juny de 1930, amb un recorregut de 3.907 km distribuïts en 15 etapes. 115 ciclistes hi van prendre part, acabant-la 67 d'ells. La sortida es feu a Messina i l'arribada a Milà.

## Història
Per primera vegada el Giro arriba a Sicília, en es disputen les tres primeres etapes, tornant a aparèixer els mateixos problemes organitzatius que en l'edició anterior. El recorregut és ascendent per tota la península Itàlica fins a l'arribada a Milà.
Després de la quarta victòria (tercera consecutiva) d'Alfredo Binda en l'edició anterior, l'organització de la cursa, per evitar que decaigués l'interès dels participants, va demanar Binda que no hi participés a canvi d'un premi de 22.500 lires, superior al que hauria rebut en cas de victòria. Binda va acceptar l'oferta i va anar a disputar el Tour de França en què, abans d'abandonar, tindria temps a guanyar dues etapes.
El vencedor d'aquesta edició fou Luigi Marchisio, per davant de Luigi Giaccobe i Allegro Grandi. Marchisio és el segon ciclista més jove de la història de la cursa rosa en guanyar la general, sols superat per Fausto Coppi en l'edició de 1940.

## Classificació general
| Classificació General                  | Classificació General    | Classificació General | Classificació General |
| Pos.                                   | Ciclista                 | Temps                 |                       |
| -------------------------------------- | ------------------------ | --------------------- | --------------------- |
| 1                                      | Luigi Marchisio (ITA)    | 115h 11' 55"          |                       |
| 2                                      | Luigi Giacobbe (ITA)     | + 52"                 |                       |
| 3                                      | Allegro Grandi (ITA)     | + 1' 49"              |                       |
| 4                                      | Ambrogio Morelli (ITA)   | + 11' 12"             |                       |
| 5                                      | Antonio Pesenti (ITA)    | + 16' 01"             |                       |
| 6                                      | Antonio Negrini (ITA)    | + 17' 48"             |                       |
| 7                                      | Felice Gremo (ITA)       | + 22' 28"             |                       |
| 8                                      | Aristide Cavallini (ITA) | + 23' 58"             |                       |
| 9                                      | Learco Guerra (ITA)      | + 36' 10"             |                       |
| 10                                     | Amerigo Cacioni (ITA)    | + 37' 11"             |                       |
| 115 participants, 67 acabaren la cursa |                          |                       |                       |

## Etapes
| Etapa | Data       | Recorregut                  | Km  | Vencedor d'etapa          | Líder de la general   |
| ----- | ---------- | --------------------------- | --- | ------------------------- | --------------------- |
| 1a    | 17 de maig | Messina – Catania           | 174 | Michele Mara (ITA)        | Michele Mara (ITA)    |
| 2a    | 18 de maig | Catania - Palerm            | 280 | Leonida Frascarelli (ITA) | Antonio Negrini (ITA) |
| 3a    | 20 de maig | Palerm - Messina            | 257 | Luigi Marchisio (ITA)     | Luigi Marchisio (ITA) |
| 4a    | 22 de maig | Reggio Calabria - Catanzaro | 173 | Luigi Marchisio (ITA)     | Luigi Marchisio (ITA) |
| 5a    | 23 de maig | Catanzaro - Cosenza         | 118 | Domenico Piemontesi (ITA) | Luigi Marchisio (ITA) |
| 6a    | 25 de maig | Cosenza - Salern            | 291 | Allegro Grandi (ITA)      | Luigi Marchisio (ITA) |
| 7a    | 27 de maig | Salern - Nàpols             | 180 | Raffaele di Paco (ITA)    | Luigi Marchisio (ITA) |
| 8a    | 28 de maig | Nàpols - Roma               | 247 | Learco Guerra (ITA)       | Luigi Marchisio (ITA) |
| 9a    | 30 de maig | Roma - Teramo               | 203 | Michele Mara (ITA)        | Luigi Marchisio (ITA) |
| 10a   | 31 de maig | Teramo - Ancona             | 185 | Michele Mara (ITA)        | Luigi Marchisio (ITA) |
| 11a   | 2 de juny  | Ancona - Forlì              | 182 | Learco Guerra (ITA)       | Luigi Marchisio (ITA) |
| 12a   | 3 de juny  | Forlì - Rovigo              | 188 | Michele Mara (ITA)        | Luigi Marchisio (ITA) |
| 13a   | 5 de juny  | Rovigo - Asiago             | 150 | Antonio Pesenti (ITA)     | Luigi Marchisio (ITA) |
| 14a   | 7 de juny  | Asiago - Brèscia            | 186 | Leonida Frascarelli (ITA) | Luigi Marchisio (ITA) |
| 15a   | 8 de juny  | Brèscia - Milà              | 280 | Michele Mara (ITA)        | Luigi Marchisio (ITA) |